# 関敬六
関 敬六（せき けいろく、本名：関谷 敬二（せきや けいじ）、1928年3月25日 - 2006年8月23日）は、日本のコメディアン、俳優、声優。栃木県足利市出身。

## 略歴
1945年3月旧制栃木町立栃木商業学校（現在の栃木県立栃木商業高等学校）を卒業して、陸軍特別幹部候補生として入隊するも、終戦で除隊。その後、法政大学政治経済学部に入学、1951年最後の旧制大学専門部を卒業した。
浅草の税務署に勤務していたが、出征中に演じた素人芝居が忘れられずに仕事をさぼって度々喜劇の舞台に出演するようになる。榎本健一のエノケン劇団を経て、浅草フランス座に所属した。当時は渥美清や谷幹一もおり、三人で下積み時代を支えあった。1959年にはこのトリオでスリーポケッツを結成し、一躍お茶の間の人気トリオとなる。その後、スリーポケッツは解散して1975年に自ら劇団を立ち上げる。主に浅草を中心に活躍して浅草の舞台史を彩る人物であるが、その一方で映画「男はつらいよ」シリーズやテレビでも活躍している。舞台や映画などでの精力的な活動が評価され、芸術祭優秀賞などを受賞している。その他の受賞歴も多い。
渥美とは第32作『男はつらいよ 口笛を吹く寅次郎』の岡山県備中高梁ロケの際に一緒の位牌を作るほどの仲だったが、そんな関も渥美の家族や個人的な連絡先は知らず、知るようになったのは「寅さんのお別れの会」に出席してからだと語っている。
1996年の夏、盟友であった渥美清の死にショックを受けて脳梗塞で倒れてしまい「渥美やんが、自分を呼んでいると思った」と話している。1年後に復帰し、渥美に関する講演会を開いたり渥美の墓に行っていたという。また渥美を悼んで亡くなるまで剃髪していた。渥美の病気についても亡くなるまで知らず、葬儀の際に涙を流しながら「どうして友達なのに（病気の事を）言ってくれなかったんだよ…」と語り掛けたり、1999年2月26日放送の『渥美清の伝言』でも当時の渥美の状態について聞かれ「まさか癌になっているとは思わなかった」と涙ながらに語っている。
海外アニメの声の吹き替えなど声優としても活躍した。ダチョウ倶楽部の持ちギャグ「ムッシュムラムラ」は、もともと関が海外アニメ『スーパースリー』（1967年）と『宇宙忍者ゴームズ』（1969年）の吹き替えで掛け声として多用したものであり、さらにその元をたどれば、関が麻雀の時に発していた意味不明の掛け声であった。テレビドラマ『青空にとび出せ!』（1969年）ゲスト出演時には、知恵の輪を外す時に「ムッシュメラメラ」という掛け声を披露している。
2006年8月23日午前2時8分、肺炎のため東京都千代田区の病院で死去。78歳没。

## 出演作品

### テレビドラマ
- 泣いてたまるか（1966年、国際放映 / TBS）
- 悪魔くん 第7話「魔の谷」（1966年、NET） - 強盗
- どんチッチ（1968年、TBS系）
- 青空にとび出せ! 第21話「パンチョ恋の物語」（1969年、国際放映 / TBS）- 知恵の輪詐欺師
- 特別機動捜査隊（東映 / NET）
  - 第321話「八人の女」（1967年） - ルンペン
  - 第390話「愛の防風林」（1969年） - 金子
  - 第444話「愛の巡礼」（1970年） - 梶浦
  - 第479話「浅草の唄」（1971年） - 関口圭太
  - 第609話「子は誰がために泣く」（1973年） - 疋田
  - 第674話「女はぐれ鳥」（1974年） - 木村
  - 第714話「死霊の影」（1975年） - 井関
  - 第755話「甘えるな英太」（1976年） - 夢助
  - 第775話「浅草喜劇役者」（1976年） - 谷六助
- 大岡越前（TBS / C.A.L）
  - 第2部 第1話「紫の女」（1971年5月17日） - 魚勝
  - 第4部 第23話「持った病の人助け」（1975年3月10日） - 正太
  - 第8部 第17話「らくだが死んだ」（1984年11月12日） - 八百寅
- 続あかんたれ（1978年、東海テレビ）
- 特捜最前線 第80話「新宿ナイト・イン・フィーバー!」（1978年、東映・テレビ朝日）
- ウルトラマン80 第29話「怪獣帝王の怒り」（1980年、TBS / 円谷プロ）- 鬼矢谷自警団長
- 女商一代 やらいでか!（1981年、東海テレビ） - 陳
- 裸の大将 第9話「ロバが笑ったので」（1982年、関西テレビ、東阪企画） - 巡査
- 鬼平犯科帳 第3シリーズ 第9話「梅雨の湯豆腐」（1982年、テレビ朝日 / 東宝） - 上松の清五郎
- 宇宙刑事シャリバン 第9話「ビックリハウスは幻夢町0番地」（1983年、東映・テレビ朝日）- キャッシュビースト人間態
- 花へんろ（1985年、NHK）
- 流れ板七人（1997年、テレビ朝日）
- 渥美清のあぁ、青春日記（1997年9月24日、フジテレビ）- きよし
- 天うらら（1998年、NHK）

### 映画
- 喜劇急行列車（1967年）
- 男はつらいよシリーズ（第1作 - 第2作、第26作 - 第48作）
- 博徒解散式 (1968年)　- タコ
- 女賭博師壷くらべ （1970年)
- ヤスジのポルノラマ やっちまえ!!（1971年） - 髭山
- 超能力だよ全員集合!!（1974年）
- キネマの天地（1986年）
- 三年身籠る（2006年）※遺作

### テレビアニメ
- 突貫カメ君（1964年、日本テレビ） - ダムダム
- オバケのQ太郎（1965年、TBS） - 桃栗三太夫
- スーパースリー（1967年、テレビ朝日） - コイル[2]
- ファイトだ!!ピュー太（1968年、テレビ朝日） - ツルリ博士[2]
- 宇宙忍者ゴームズ（1969年、テレビ朝日） - ガンロック[2]
- スカイキッドブラック魔王（1970年、テレビ朝日） - ヘッピリ[2]
- 爆走バギー大レース（1976年、テレビ朝日） - スピードバギー[2]
- 2020年ワンダー・キディ（1992年、NHK BS2） - デボ

### CM
- 麒麟麦酒「キリン一番搾り」

## 音楽

### シングル
おねだり カルーセル麻紀＆関敬六   (B面： 緋牡丹仁義  )カルーセル麻紀 (1969年、日本コロムビア 、 SAS-1274)
関やんのヨサホイ節（B面：浅草の唄）（1970年9月、日本コロムビア、SAS-1458）

## 受賞歴
- 第5回浅草芸能大賞奨励賞（1989年）
- 文化庁芸術祭優秀賞（1991年） - 関敬六劇団第12回公演による
- お笑い浅草21世紀芸術祭大賞・演劇部門（2004年）

## 弟子
- 関遊六（お笑い浅草21世紀）

## 著書
- 『俺はえんたーていなーだどー』（現代書林、1981年）
- 『さらば友よ』（ザ・マサダ出版、1996年）－親友渥美清の没後回想、写真入り。

## 演じた俳優
- 柳沢慎吾 - 「渥美清のあぁ、青春日記」（1997年9月24日、フジテレビ系）